# Athen
Athen (græsk: Αθήνα) er hovedstad i Grækenland og landets største by med 643.452(2021) indbyggere. Athens metropolområde har 3.773.559(2017) indbyggere. Byen er domineret af Akropolis med templet Parthenon. Athen er vokset meget hurtigt i de senere år og lider under luftforurening, trafik og overbefolkning.
Athen var én af de allervigtigste byer i Antikken, især i den klassiske græske periode, dvs. omkring det 5. og 4. århundrede f.Kr.
IOC (Den Internationale Olympiske Komité) valgte
Athen som vært for Sommerlegene i 2004, hvilket bragte legene tilbage til Grækenland for første gang siden det uofficielle OL i 1906.

## Historie
Uddybende artikel: Athens historie
Athens lange historie kan føres længere tilbage end de fleste byer i Europa og i verden da den har været beboet i mindst 3.000 år. Athen blev den ledende by i oldtidens grækenland i det første årtusind f.Kr. Dets kulturelle opnåelser i det 5. århundrede f.Kr. lagde grunden til den vestlige civilisation. I løbet af middelalderen oplevede byen en nedgangstid og en efterfølgende opgangstid under det Østromerske Kejserdømme, og byen var ligeledes relativ fremgangsrig under korstogene, da byen profiterede af den italienske handel. Efter en lang periode med nedgang under det Osmanniske Rige, genopstod Athen som hovedstad for den selvstændige græske stat og i 1896 var byen vært for de første moderne olympiske lege. I 1920'erne ankom et stort antal flygtninge der var blevet udvist fra Anatolien efter den græsk-tyrkiske krig (1919-1922). Det var dog især efter 2. verdenskrig at byens befolkning for alvor voksede. I 1980'erne blev det klart at at smog fra fabrikker og en evigt stigende antal biler havde ført til byens største udfordring. Et serie af anti-forureningstiltag taget af byens autoriteter i 1990'erne kombineret med en væsentlig forbedring af byens infrastruktur (inklusiv Attiki Odos ringvejen, en dramatisk udvidelse af Athens Metro, og den helt nye Athen Internationale Lufthavn), førte til en væsentlig lettelse i forureningen og ændrede Athen til en mere funktionel by

## Klima
Klimaet er tørt, med store temperaturforskelle. Sommeren er ofte brændende hed, og temperaturer på op til 38 grader eller mere forekommer jævnligt, specielt i juli og august.Frost og sne indtræffer næsten hver vinter, dog i ret få dage, og ca hvert 5. år falder der ret store mængder sne på kort tid. Nedbøren falder ret stabilt i månederne oktober til april, men ret sjældent om sommeren, mest i form af tordenbyger. Årets middeltemperatur er 17,28°, men i årets koldeste måned, januar, 8,04°, i den varmeste, juli, 26,99°; inden for samme døgn er iagttaget en forskel på 20,7°; Skiftet er stærkest i maj-juni.
Nedbøren er beregnet til i gennemsnit 408 mm per år, altså meget ringe (på Sicilien c. 590), skønt 98 dage er »regndage«; mest regn falder i perioden oktober-januar, derimod i sommertiden næsten ingen. 103 dage om året regnes som skyfri, kun to opleves som helt overskyede. Da også dugdannelsen næsten ganske mangler i de varmeste måneder, hvor den stærkeste fordampning foregår, hentørres om sommeren næsten al naturlig vegetation. Vinde fra nordlige og sydlige retninger er fremherskende, fra vestlige retninger sjælden.

## Demografi
Athen kommune har officielt et indbyggertal på 745.514, mens det metropole indbyggertal er på 3,8 millioner (indbyggertal inklusive forstæder). Det reelle indbyggertal anslås dog til at være højere, idet mange athenere ved folketælling (som foretages hvert tiende år) rejser tilbage til deres fødebyer og bliver registrerede der som lokale.
Taget denne usikkerhed omkring størrelsen af indbyggertal i betragtning har flere kilder angivet et tal omkring 5 millioner mennesker. Heller ikke inkluderet i antallet er et udefineret antal af ikke-registrerede immigranter, som hovedsageligt kommer fra Albanien og andre østeuropæiske lande.
Den antikke del af byen er centreret omkring Acropolis' stenede bakker. I gamle dage var havnebyen Piræus en separat by, men den er nu blevet absorberet af den stærkt ekspanderende Athen. Ekspansionen påbegyndtes for alvor i 1950'erne og 1960'erne, og fortsætter stadig, på grund af konverteringen fra landbrugs- til industrisamfund. Ekspansionen er nu især mod øst og nordøst (en tendens der hovedsageligt skyldes Athen Internationale Lufthavn fra 2001 og Attiki Odos, motorvejen der går gennem Attika). Ved denne proces har Athen opslugt mange tidligere forstæder og landsbyer i Attika og fortsætter stadig. Gennem dens lange historie har Athen oplevet mange forskellige befolkningsstørrelser. Tabellen herunder viser befolkningsudviklingen fra 1833 til 2001.
| År                                 | Centrum befolkning | Byområdet | Metropolområdet |
| ---------------------------------- | ------------------ | --------- | --------------- |
| 1833                               | 4.000              | –         | -               |
| 1870                               | 44.500             | –         | -               |
| 1896                               | 123.000            | –         | -               |
| 1921 (Før befolkningsudveksling)   | 473.000            | –         | -               |
| 1921 (Efter befolkningsudveksling) | 718.000            | –         | -               |
| 1971                               | 867.023            | –         | -               |
| 1981                               | 885.737            | –         | -               |
| 1991                               | 772.072            | –         | 3.,444.358      |
| 2001                               | 745.514            | 3.130.841 | 3.761.810       |

## Vigtige seværdigheder
- Akropolis
- Plaka-kvarteret
- Nationalmuseet
- Kap Sunion
- Templet for den Olympiske Zeus
- Athens Akademi